# Alfred Schack
Alfred Schack (ur. 10 czerwca 1895 w Żelaznej Górze w Prusach Wschodnich, zm. 22 marca 1978 w Meerbusch) – niemiecki wynalazca i przedsiębiorca. W 1931 założył Rekuperator KG Dr.-Ing. Schack & Co. w Düsseldorfie.

## Życiorys
Był synem ewangelickiego pastora Alberta Schacka, miał pięcioro rodzeństwa. Uczęszczał do gimnazjum w Braniewie i już wówczas interesował się fizyką, matematyką i elektrycznością. Maturę w Braniewie uzyskał na Wielkanoc 1914.
Od 1914 do 1918 służył jako ochotnik w I wojnie światowej. Pod koniec wojny został schwytany i spędził rok w niewoli angielskiej. Po zwolnieniu rozpoczął studia z zakresu fizyki na Uniwersytecie Alberta w Królewcu, a od 1920 na Politechnice Gdańskiej. Tam w ostatnim semestrze był asystentem w Instytucie Fizyki, w 1920 roku zdał dyplom z fizyki technicznej.
W 1922 przeniósł się do Düsseldorfu, a rok później został współpracownikiem Verein Deutscher Eisenhüttenleute. W tym samym roku poślubił Dorotheę Schuhmacher. Z tego małżeństwa urodziło się troje dzieci.
W 1924 przedstawił i obronił rozprawę doktorską Über die Strahlung der Feuergase und ihre praktische Umsetzung (O promieniowaniu gazów pożarowych i ich praktycznym wykorzystaniu). Jego teoria była wówczas mocno podawana w wątpliwość, lecz jej obalenie nie było możliwe, toteż Alfred Schack stał się osobą znaną w świecie nauki.
W 1929 roku opublikował przełomową pracę Der industrielle Wärmeübergang (Przemysłowa wymiana ciepła). Ten pierwszy podręcznik, nastawiony na praktyczne potrzeby inżyniera, był w kolejnych latach wielokrotnie wznawiany w poprawianych i poszerzanych wydaniach. Jeszcze po jego śmierci ukazała się kolejna wersja podręcznika, której współautorem był jego syn Kurtreiner.
14 lipca 1931 Alfred Schack założył firmę Rekuperator KG Dr.-Ing. Schack & Co. przy wsparciu firmy Demag AG. Po początkowych trudnościach spowodowanych kryzysem gospodarczym lat 30. zakłady Röchling zleciły mu budowę zakładu, który przeszedł do historii techniki jako największy stalowy rekuperator (wymiennik ciepła). Następnie pojawiły się inne ważne systemy, takie jak pierwszy na świecie piec Siemens-Martin z ogrzewaniem rekuperatorowym oraz, w 1939, pierwszy na świecie piec z gorącym nadmuchem.
Alfred Schack habilitował się w 1951 roku na Politechnice w Akwizgranie (RWTH Aachen) i przez ponad 15 lat był tam nieetatowym wykładowcą (privatdocentem). W 1959 został mianowany profesorem nadzwyczajnym.
W 1970 roku Alfred Schack mianował swojego syna Kurtreinera jedynym dyrektorem zarządzającym swojej firmy. W 1995 roku dokonano fuzji firm Rekuperator KG Dr.-Ing. Schack & Co. z Schmidte Heissdampfgesellschaft mbH, wskutek czego powstała firma SHG Schack GmbH. Po tym jak Kurtreiner Schack zrezygnował z funkcji dyrektora zarządzającego, firma działa obecnie na całym świecie pod nazwą Schmidtsche Schack - Arvos.
Jego bratem był Herbert Schack.